# W trouble
『W trouble』（ダブルトラブル）は、ジャニーズWESTの6作目のスタジオ・アルバム。2020年3月18日にジャニーズ・エンタテイメントから発売。

## 概要
- 前作『WESTV!』から約1年3ヶ月ぶりのオリジナルアルバムとなる。

- 初回盤A・B、通常盤、Tシャツ付き通販盤の4種類で発売され、それぞれ収録内容・ジャケット写真ともに異なる。

- 初回盤Aには、「"W trouble"」Short Movie & Makingを収録。

- 初回盤Bには、「シャッフルユニット2020」の映像とメンバーそれぞれのユニット3曲を収録。

- 通常盤には、メンバーの神山智洋が作詞・作曲した「Survival」と、同じくメンバーの重岡大毅が作詞・作曲した「to you」を収録。

- Tシャツ付き通販盤には、「ジャニーズショップオンラインストア」限定販売で、各メンバー作の似顔絵アートTシャツを封入。

## 店頭先着特典

### 初回盤A
1. W trouble ステッカーA

### 初回盤B
1. W trouble ステッカーB

### 通常盤
1. W trouble ステッカーC

## 封入特典

### 初回盤A・B
1. 24Pブックレット
2. 応募ID

### 通常盤
1. 20Pブックレット
2. 視聴ID(初回プレスのみ)

## 収録曲

### CD

#### 通常盤・通販盤
1. W trouble [4:36]
作詞：栗原暁、作曲：久保田真悟・栗原暁、編曲：久保田真悟
  - 本作の表題曲
2. Big Shot!! [4:46]
作詞：栗原暁、作曲：久保田真悟・栗原暁、編曲：久保田真悟
  - 13thシングル
  - フジテレビ系『バレーボールワールドカップ2019』イメージソング
3. Glory Days [3:24]
作詞：Komei Kobayashi、作曲：Josef Melin・Christofer Erixon、編曲：Josef Melin
4. ホメチギリスト [3:55]
作詞・作曲：岩崎貴文、編曲：CHOKKAKU
  - 11thシングルの1曲目
5. 傷だらけの愛 [4:44]
作詞：Komei Kobayashi、作曲：Takuya Harada・川口進、編曲：CHOKKAKU・GAKU
  - 11thシングルの2曲目
  - テレビ東京系アニメ『キャプテン翼』オープニングテーマ
6. 君だけの 僕だけの [3:46]
作詞：RYOJI、作曲：RYOJI・GRP、編曲：GRP
7. Special Love [5:11]
作詞：黒沢薫、作曲：黒沢薫・竹本健一、編曲：竹本健一・井上一平
8. Survival [4:16]
作詞・作曲：神山智洋、編曲：akkin
9. ごっつえーFriday [3:50]
作詞：SUNNY BOY、作曲：☆Taku Takahashi・SUNNY BOY、編曲：☆Taku Takahashi・Mitsunori Ikeda
10. HEY!!!!!!! [3:43]
作詞・作曲：JIN、編曲：ha-j・高田翼
11. to you [4:20]
作詞・作曲：重岡大毅、編曲：生田真心
12. アメノチハレ [4:18]
作詞：MORISHIN、作曲：川口進・MORISHIN、編曲：CHOKKAKU
  - 12thシングル
  - 小瀧望出演 日本テレビ系水曜ドラマ『白衣の戦士!』主題歌

#### 初回盤A
1. W trouble
2. Big Shot!!
3. Glory Days
4. ホメチギリスト
5. 傷だらけの愛
6. 君だけの 僕だけの
7. Special Love
8. Try me now [5:15]
作詞：SHIROSE・GASHIMA、作曲：Command Freaks・Christofer Erixon・J.Praize、編曲：Command Freaks
9. ごっつえーFriday
10. HEY!!!!!!!
11. アメノチハレ

#### 初回盤B
1. W trouble
2. Big Shot!!
3. Glory Days
4. ホメチギリスト
5. 傷だらけの愛
6. 君だけの 僕だけの
7. Special Love
8. ごっつえーFriday
9. HEY!!!!!!!
10. アメノチハレ
11. The Call [3:42] - 濵田崇裕・藤井流星
作詞：常楽寺澪、作曲・編曲：Philip Eliason・Anton Hellgren
12. do you know, girl?? [3:17] - 重岡大毅・小瀧望
作詞・作曲：重岡大毅・小瀧望、編曲：告井孝通
13. GimmeGimmeGimme [3:37] - 中間淳太・桐山照史・神山智洋
作詞：Yu-ki Kokubo・中間淳太、作曲・編曲：Josef Melin

### DVD

#### 初回盤A
1. "W trouble" Short Movie & Making

#### 初回盤B
1. シャッフルユニット2020